# NGC 633
NGC 633 (другие обозначения — ESO 297-11, MCG -6-4-56, AM 0134-373, IRAS01341-3734, PGC 5960) — спиральная галактика с перемычкой (SBb) в созвездии Скульптор.
Этот объект входит в число перечисленных в оригинальной редакции «Нового общего каталога».
NGC 633 и галактика PGC 5959 имеют схожие лучевые скорости, поэтому, скорее всего они являются физической парой.